# Тарханкутская возвышенность
Тарханку́тская возвы́шенность (укр. Тарханкутська височина, крымскотат. Tarhan Qut yüksekligi, Тархан Къут юксеклиги) — часть Северо-Крымской равнины; возвышенность на одноимённом полуострове. 

## Описание
Максимальная точка — увал Меловой (178,4 м) (в 6 км восточнее села Красносельское).
100-метровая отметка возвышения повторяет западную и южную береговые линии Тарханкутского полуострова; за исключением со стороны Узкой бухты, где в возвышенность глубоко врезается балка Кель-Шейх. На севере возвышенность переходит в Северо-Крымскую равнину
Возвышенность представляет собой холмистую равнину, расчлененную балками, оврагами, лощинами и сухоречьями, особенно глубокими с северной части полуострова. Сложена преимущественно из известняков, перекрытых лёссовидными суглинками. Поверхность волнистая, пряди-горбистая. С юго-запада на северо-восток параллельно друг другу простираются наклонные увалы: Бакальский (до 75 м), Меловой (Тарханкутский) (высота до 178.4 м), Оленевский (Джангульский) (высота до 140 м), Евпаторийский. Между увалами расположены корытообразные продольные понижения (котловины). Субширотная протяженность полосы увалов — 8-45 км. На побережье увалы образовывают обрывистые стенки (Оленевский увал — до 60 м, Тарханкутский увал — скалы мыса Прибойный). Пологие склоны увалов глубоко расчленены балками и котловинами. Густота расчленения 0,2-0,4 км, глубина — 40-80 м. Характерны степные местности — останцово-водораздельные, волнисто-приводораздельные, котловинно-балочные.   
Наиболее крупные сухоречья: Самарчик (50 км), Агар-Су (45 км), Бакальское (20 км), Керлеутское (20 км), Донузлавское (19 км), Черноморское (Кель-Шейх) (18 км) (образует озеро Ак-Мечетское); балки Калиновская (14 км), Владимировская (13 км), Весёлая долина (12 км), Джайлавская (9 км), Глубокая (9 км), Рыбацкая (8 км), Попова (8 км), Большой Кастель () и др. Некоторые сухоречья врезаны в известняки на глубину до 60 м. Весной после таяния снега на 3—4 дня и летом после ливневых дождей по сухоречьям и балкам бежит вода, а затем она исчезает, уходя в пористые известняки. 
Одни балки приурочены к осям корытообразных котловин, тянутся с востока на запад (Агар-Су, Оленевская), другие направлены поперек увалов, а третьи расположены веерообразно и сходятся к какому либо прогибающемуся месту (группа долин и балок, впадающих в Ярылгачскую, Узкую и Караджинскую бухты, а также северную часть озера Донузлав). Здесь отсутствуют постоянные водотоки.
Вдоль берегов развиты абразивно-террасные, сдвижные и денудационно-склоновые местности. На юге косы и пересыпи отмежёвывают озёра от моря, образовывая аккумулятивно выравненные берега. 
Растительность степная, есть кустарники. Пашня составляет около 50% земель, пастбища — 32%, сады и виноградники — 7%, лесополосы — 1%. Расположены объекты ПЗФ: заказники Джангуль и Донузлавский, заповедные урочища Большой Атлеш и Большой Кастель.

## Характеристика
Транспорт: с запада на восток возвышенность разрезает трасса Т-01-08 (Черноморское—Евпатория), с севера на юго-запад — Черноморское—Красносельское—Оленевка, с северо-запада на юго-восток Черноморское—перешеек Донузлава.
Она складывается в основном из известняков, перерытых лесоподобными суглинками.
Почвы представлены комплексом из двух составляющих: 1) чернозёмы южные слабогумусоаккумулятивные преимущественно скелетные и ксереморфные их виды, 2) чернозёмы южные слабогумусоаккумулятивные. Первые почвы лежат на элювии плотных карбонатных породах, вторые — лёссовых породах.
Растительность возвышенности представлена тыпчаково-ковыловой степью и агрофитоценозами на их месте.
Возвышенность соответствует тектонической структуре Каркинитско-Северо-Крымскому раннемеловому рифтогенному прогибу Восточно-Европейской платформы.
В геоморфологии именуется как Тарханкутская структурно-денудационная волнистая расчленённая равнина.
Тархакунтская возвышенность расположена на территории Причерноморско-Крымской области Южного нефтегазоносного региона, где расположено 10 скважин.
На увале Меловой расположена Тарханкутская ВЭС.